# Pierre Trần Đình Tứ
Pierre Trần Đình Tứ (ur. 2 marca 1937 w Thái Bình) – wietnamski duchowny rzymskokatolicki, w latach 1999–2012 biskup Phú Cường.

## Życiorys
Święcenia kapłańskie przyjął 29 kwietnia 1965. 5 listopada 1998 został prekonizowany biskupem Phú Cường. Sakrę biskupią otrzymał 6 stycznia 1999. 30 czerwca 2012 przeszedł na emeryturę.